# Liste der Staatsoberhäupter 1862
Übersicht
◄◄ | ◄ | 1858 | 1859 | 1860 | 1861 | Liste der Staatsoberhäupter 1862 | 1863 | 1864 | 1865 | 1866 | ► | ►►

Weitere Ereignisse

## Afrika
- Ägypten
  - Khedive (Vizekönig): Muhammad Said (1854–1863)

- Äthiopien
  - Kaiser: Theodor II. (1855–1868)

- Buganda
  - König: Mutesa I. (1856–1884)

- Bunyoro
  - König: Kyebambe IV. (1852–1869)

- Burundi
  - König: Mwezi IV. Gisabo (1852–1908)

- Dahomey
  - König: Glélé (1856–1889)

- Liberia
  - Präsident: Stephen Allen Benson (1856–1864)

- Marokko
  - Sultan: Sidi Mohammed IV. (1859–1873)

- Oranje-Freistaat
  - Präsident: Marthinus Wessel Pretorius (1859–1863)

- Ruanda
  - König: Kigeri IV. (1853–1895)

- Kalifat von Sokoto
  - Kalif: Ahmad bin Atiku (1859–1866)

- Südafrikanische Republik
  - Präsident: Marthinus Wessel Pretorius (1857–1863)

- Zulu
  - König: Mpande ka Senzangakhona (1840–1872)

## Amerika

### Nordamerika
- Konföderierte Staaten von Amerika (umstritten)
  - Staats- und Regierungschef: Präsident Jefferson Davis (1861–1865)

- Mexiko
  - Staats- und Regierungschef: Präsident Benito Juárez (1861–1864, 1867–1872)

- Vereinigte Staaten von Amerika
  - Staats- und Regierungschef: Präsident Abraham Lincoln (1861–1865)

### Mittelamerika
- Costa Rica
  - Staats- und Regierungschef: (provisorisch) José María Montealegre Fernández (1859–1863)

- Dominikanische Republik
  - Staats- und Regierungschef: Präsident Antonio Pimentel (1861–1865)

- El Salvador
  - Staats- und Regierungschef: Präsident Gerardo Barrios (1859–1863)

- Guatemala
  - Staats- und Regierungschef: Präsident Rafael Carrera y Turcios (1844–1848, 1851–1865)

- Haiti
  - Staats- und Regierungschef: Präsident Fabre Geffrard (1859–1867)

- Honduras
  - Staats- und Regierungschef:
    1. Präsident José Santos Guardiola Bustillo (1856–11. Januar 1862)
    2. Präsident José Francisco Montes Fonseca (11. Januar–5. Februar 1862)
    3. Präsident Victoriano Castellanos Cortés (5. Februar–4. Dezember 1862)
    4. Präsident José Francisco Montes Fonseca (4. Dezember 1862–1863)

- Nicaragua
  - Staats- und Regierungschef: Präsident Tomás Martínez (1857–1867)

### Südamerika
- Argentinien
  - Staats- und Regierungschef: (amtierend) General Bartolomé Mitre (12. April 1862–1868, ab 12. Oktober als Präsident)

- Bolivien
  - Staats- und Regierungschef: Präsident José Maria de Achá (1861–1864)

- Brasilien
  - Herrscher: Kaiser Peter II. (1831–1889)

- Chile
  - Staats- und Regierungschef: Präsident José Joaquín Pérez (1861–1871)

- Ecuador
  - Staats- und Regierungschef: Präsident Gabriel García Moreno (1859–1865)

- Granada-Konföderation (heute Kolumbien)
  - Staats- und Regierungschef: Präsident Tomás Cipriano de Mosquera (1861–1863)

- Paraguay
  - Staats- und Regierungschef:
    1. Präsident Carlos Antonio López (1841–1844, 1844–10. September 1862)
    2. Präsident Francisco Solano López (10. September 1862–1870)

- Peru (umstritten)
  - Staats- und Regierungschef:
    1. Präsident Ramón Castilla (1855–24. Oktober 1862)
    2. Präsident Miguel de San Román (24. Oktober 1862–1863)

- Uruguay
  - Staats- und Regierungschef: Präsident Bernardo Prudencio Berro (1860–1864)

- Venezuela
  - Staats- und Regierungschef: Präsident José Antonio Páez (1861–1863)

## Asien
- Abu Dhabi
  - Emir: Zayed I. (1855–1909)

- Adschman
  - Scheich: Humaid I. (1848–1872)

- Afghanistan
  - Emir: Dost Mohammed Khan (1842–1863)

- Bahrain
  - Emir: Muhammad ibn Khalifah Al Khalifah (1842–1868)

- China (Qing-Dynastie)
  - Kaiser: Tongzhi (1861–1874)

- Britisch-Indien
  - Vizekönig:
    - Charles John Canning (1856–1862)
    - James Bruce (1862–1863)

- Japan
  - Kaiser: Kōmei (1846–1867)
  - Shōgun: (Tokugawa): Tokugawa Iemochi (1858–1866)

- Korea
  - König: Cheoljong (1849–1864)

- Kuwait
  - Emir: Sabbah II. (1859–1866)

- Oman
  - Sultan: Thuwaini ibn Said (1856–1866)

- Persien (Kadscharen-Dynastie)
  - Schah: Naser od-Din Schah (1848–1896)

- Thailand
  - König: Mongkut, König von Thailand (1851–1868)

## Australien und Ozeanien
- Hawaii
  - König: Kamehameha IV. (1855–1863)

## Europa
- Abchasien
  - Prinz: Mikheil Sharvashidze (1822–1864)

- Andorra
  - Co-Fürsten:
    - Kaiser von Frankreich: Napoleon III. (1848–1870)
    - Bischof von Urgell: Josep Caixal i Estradé (1851–1879)

- Belgien
  - Staatsoberhaupt: König Leopold I. (1831–1865)
  - Regierungschef: Ministerpräsident Charles Rogier (1847–1852, 1857–1868)

- Dänemark
  - Staatsoberhaupt: König: Christian VIII. Friedrich VII. (1848–1863)
  - Regierungschef: Ministerpräsident Carl Christian Hall (1857–1859, 1860–1863)

- Deutscher Bund
  - Österreich
    - Kaiser: Franz Joseph I. (1848–1916)
    - Ministerpräsident: Erzherzog Rainer von Österreich (1861–1865)

  - Preußen
    - König: Wilhelm I. (1861–1888)
      - Ministerpräsident: Karl Anton Fürst von Hohenzollern-Sigmaringen (1858–1862)
      - Ministerpräsident: Otto von Bismarck (1862–1873)

  - Fürstentum Anhalt-Bernburg
    - Herzog: Alexander Karl (1834–1863)

  - Fürstentum Anhalt-Dessau
    - Herzog: Leopold IV. (1817–1871)

  - Baden
    - Großherzog: Friedrich I. (1856–1907)

  - Bayern
    - König: Maximilian II. (1848–1864)

  - Braunschweig
    - Herzog: Wilhelm (1831–1884)

  - Bremen
    - Bürgermeister: Arnold Duckwitz (1857–1863, 1866–1869)
    - Bürgermeister: Johann Daniel Meier (1862–1865, 1868–1871)

  - Frankfurt
    - Älterer Bürgermeister: Johann Georg Neuburg (1852, 1854, 1856, 1858, 1862)

  - Hamburg
    - Bürgermeister: Friedrich Sieveking (1861–1862, 1865, 1868)

  - Hannover
    - König: Georg V. (1851–1866)

  - Hessen-Darmstadt
    - Großherzog: Ludwig III. (1848–1877)
      - Präsident des Gesamt-Ministeriums: Reinhard Carl Friedrich von Dalwigk (1850–1871)

  - Hessen-Homburg
    - Landgraf: Ferdinand (1848–1966)
      - Dirigierender Geheimer Rat: Christian Bansa (1848–1862)
      - Dirigierender Geheimer Rat: Georg Fenner (1862–1866)

  - Hessen-Kassel
    - Kurfürst: Friedrich Wilhelm (1847–1866)

  - Holstein und Lauenburg (Personalunion mit Dänemark 1815–1864)
    - Herzog: Friedrich II. (1848–1863)

  - Liechtenstein
    - Fürst: Johann II. (1858–1929)

  - Lippe
    - Fürst: Leopold III. (1851–1873)

  - Lübeck
    - Bürgermeister: Heinrich Brehmer (1849–1850, 1861–1862, 1865–1866)

  - Luxemburg und Limburg (Personalunion mit den Niederlanden 1815–1890)
    - Großherzog: Wilhelm III. (1849–1890)

  - Mecklenburg-Schwerin
    - Großherzog: Friedrich Franz II. (1842–1883)
      - Präsident des Staatsministeriums: Jasper von Oertzen (1858–1869)

  - Mecklenburg-Strelitz
    - Großherzog: Friedrich Wilhelm (1860–1904)
      - Staatsminister: Bernhard Ernst von Bülow (1862–1868)

  - Nassau
    - Herzog: Adolf (1839–1866) (1890–1905 Großherzog von Luxemburg)
      - Staatsminister: August Ludwig zu Sayn-Wittgenstein-Berleburg (1852–1866)

  - Oldenburg
    - Großherzog: Nikolaus Friedrich Peter (1853–1900)
      - Staatsminister: Peter Friedrich Ludwig Freiherr von Rössing (1851–1874)

  - Reuß ältere Linie
    - Fürst: Heinrich XXII. (1859–1902) bis 1867 unter Vormundschaft
    - Regentin: Caroline von Hessen-Homburg (1859–1867)

  - Reuß jüngere Linie
    - Fürst: Heinrich LXVII. (1854–1867)

  - Sachsen:
    - König: Johann I. (1854–1873)
      - Vorsitzender des Gesamtministeriums: Friedrich Ferdinand von Beust (1858–1866)

  - Sachsen-Altenburg
    - Herzog: Ernst I. (1853–1908)

  - Sachsen-Coburg und Gotha
    - Herzog: Ernst II. (1844–1893)
      - Staatsminister: Camillo von Seebach (1849–1888)

  - Herzogtum Sachsen-Meiningen
    - Herzog: Bernhard II. (1803–1866)

  - Sachsen-Weimar-Eisenach
    - Großherzog: Carl Alexander (1853–1901)

  - Schaumburg-Lippe
    - Fürst: Adolf I. Georg (1860–1893)

  - Schwarzburg-Rudolstadt
    - Fürst: Friedrich Günther (1807–1867)

  - Schwarzburg-Sondershausen
    - Fürst: Günther Friedrich Karl II. (1835–1880)

  - Waldeck und Pyrmont
    - Fürst: Georg Viktor (1845–1893)
      - Regierungsrat: Carl Winterberg (1851–1867)

  - Württemberg
    - König: Wilhelm I. (1816–1864)
      - Staatsminister: Joseph von Linden (1850–1864)

- Frankreich
  - Kaiser: Napoleon III. (1851–1870)

- Griechenland
  - König: Otto I. (1832–1862)

- Italien
  - König: Viktor Emanuel II. (1861–1878)

- Moldau unter osmanischer Suzeränität (1859–1862 in Personalunion mit der Walachei, 1862 zu Rumänien vereinigt)
  - Fürst: Alexandru Ioan Cuza (1859–1862)

- Neutral-Moresnet
  - Herrscher: Leopold I., König von Belgien (1831–1865)
  - König: Wilhelm I. (1861–1888)
  - Bürgermeister: Joseph Kohl (1859–1882)

- Monaco
  - Fürst Charles III. (1856–1889)

- Montenegro (bis 1878 unter osmanischer Suzeränität)
  - Fürst: Nikola I. Petrović Njegoš (1860–1918) (ab 1910 König)

- Niederlande
  - König: Wilhelm III. (1849–1890)

- Norwegen
  - König: Karl IV. (1859–1872) (identisch mit Karl XV. von Schweden; Norwegisch-Schwedische Personalunion)

- Osmanisches Reich:
  - Sultan: Abdülaziz (1861–1876)

- Portugal
  - König: Ludwig I. (1861–1889)

- Rumänien (bis 1878 unter osmanischer Suzeränität)
  - Staatsoberhaupt: Fürst Alexander Johann I. (1862–1866)
  - Regierungschef:
    - Ministerpräsident Barbu Catargiu (1862–1862)
    - Ministerpräsident Apostol Arsache (1862)
    - Ministerpräsident Nicolae Crețulescu (1862–1863, 1865–1866, 1867)

- Russland
  - Kaiser: Alexander II. (1855–1881)

- Schweden
  - König: Karl XV. (1859–1872) (1859–1872 König von Norwegen)

- Serbien (bis 1878 unter osmanischer Suzeränität)
  - Fürst: Mihailo Obrenović III. (1839–1842, 1860–1868)

- Spanien
  - Königin: Isabella II. (1833–1868)

- Ungarn
  - König: Franz Joseph I. (1848–1916) (1848–1916 König von Böhmen, 1848–1916 Kaiser von Österreich)

- Vereinigtes Königreich
  - Staatsoberhaupt: Königin Victoria (1837–1901) (1877–1901 Kaiserin von Indien)
  - Regierungschef: Premierminister Henry Temple, 3. Viscount Palmerston (1855–1858, 1859–1865)